# Taiwanfluitlijster
De taiwanfluitlijster (Myophonus insularis) is een endemische vogelsoort van Taiwan uit het geslacht Myophonus en de familie vliegenvangers (Muscicapidae).

## Kenmerken
De taiwanfluitlijster is 28–30 cm lang. De vogel lijkt sterk op de malabarfluitlijster (M. horsfieldii) maar is doffer gekleurd blauw, met alleen op het voorhoofd een donker metaalkleurige glans. Het oog is rood, de snavel en de poten zijn zwart. Jonge vogels zijn niet blauw, maar dofzwart, met alleen een blauwe waas op de vleugelveren.

## Verspreiding en leefgebied
De vogel komt alleen voor op Taiwan in de onderste regionen van groenblijvend loofbos. Meestal in heuvel- en bergland tussen de 400 en 2100 m boven de zeespiegel, soms tot op zeeniveau. De vogel is nog redelijk algemeen en wijd verspreid over het eiland.

## Status
De grootte van de Taiwanese populatie is werd in 2009 geschat op 10 tot 100-duizend broedparen. De aantallen gaan achteruit. Echter, het tempo ligt onder de 30% in tien jaar (minder dan 3,5% per jaar). Om deze reden staat deze fluitlijster als niet bedreigd op de Rode Lijst van de IUCN.